# قرار مجلس الأمن التابع للأمم المتحدة رقم 270
قرار مجلس الأمن التابع للأمم المتحدة رقم 270، الذي اعتمد في 26 أغسطس 1969، بعد الهجوم الجوي الذي شنته إسرائيل على جنوب لبنان، أدان المجلس إسرائيل وأعرب عن أسفه لجميع الحوادث التي تنتهك وقف إطلاق النار واتساع منطقة القتال. وأعلن المجلس أيضًا أنه لا يمكن التغاضي عن هذه الانتهاكات الخطيرة لوقف إطلاق النار وأنه يتعين على المجلس أن ينظر في اتخاذ مزيد من الخطوات الفعالة على النحو المتوخى في الميثاق.
واعتمد القرار بدون تصويت.